# Munkás (hetilap)
Munkás politikai hetilap, mely Aradon indult 1920-ban Bőripari Munkás címmel. 1921. május 1-i számától címét Munkásra változtatta. Főszerkesztője Fáskerti Tibor, szerkesztője Hustya Sándor, az 1922. évi 2. számtól Orosz János. Az eredetileg szociáldemokrata beállítottságú lap rövidesen a kommunista párt befolyása alá került. Tiltakozott a Trancu-Iași-féle munkaügyi törvény ellen, cikksorozatban elemezte a társadalmi osztályok viszonyát a nemzeti kérdéshez. Az aradi munkásság gazdasági és politikai helyzetét feltáró írások mellett figyelemre méltó a lap irodalmi rovata, amely Révész Béla és Várnai Zseni írásain kívül az aradi írók és költők műveit is közölte. Megszűnt 1922-ben, az augusztus 22-i számmal.